# 3600 Archimedes
3600 Archimedes è un asteroide della fascia principale. Scoperto nel 1978, presenta un'orbita caratterizzata da un semiasse maggiore pari a 2,5645635 UA e da un'eccentricità di 0,1349360, inclinata di 7,91515° rispetto all'eclittica.
L'asteroide è dedicato ad Archimede, matematico, fisico e inventore del III secolo a.C..